# Karl Julius Späth

Karl Julius Späth

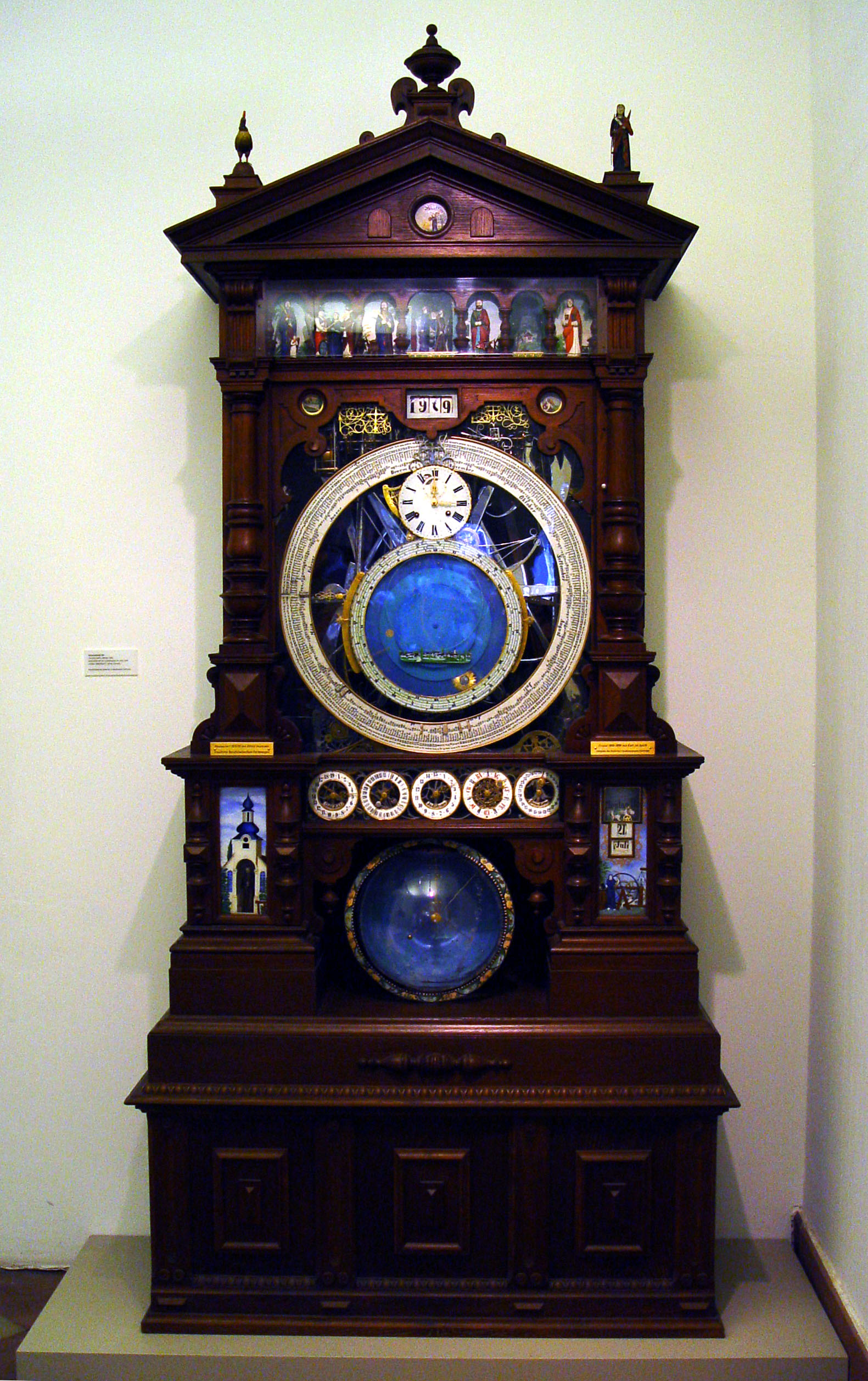
Astronomische Uhr

Karl Julius Späth (* 12. April 1838 in Steinmauern; † 2. April 1919 ebenda) war ein deutscher Uhrmacher und Erfinder, er wurde durch den Bau seiner astronomischen Uhr bekannt.
Karl Julius Späth lernte früh das Handwerk des Webers, autodidaktisch brachte er sich das Handwerk des Uhrmachers bei und verdiente sich so nebenher ein Zubrot. Als der Hanfanbau zurückging, wurde die Weberei immer unrentabler, schließlich gab Späth das Handwerk des Webers auf und beschäftigte sich ausschließlich mit der Uhrmacherei. Seine Frau ließ ihn in die Pflegeanstalt Illenau zwangseinliefern. Hintergrund waren finanzielle Interessen. Später nahm sie die Behauptungen, die zur Einlieferung geführt hatten, wieder zurück.
Im Jahre 1868 vollendete er seine erste astronomische Uhr, bevor er sich 10 Jahre später an sein großes Lebenswerk wagte. Bis 1884 saß er über den Konstruktionszeichnungen und Plänen, bis die Uhr fertig geplant ist und er seine Pläne veröffentlichen konnte. Kaiser Wilhelm I. war von den Konstruktionsplänen so begeistert, dass er ihm „in allerhöchster Anerkennung“ zur Ausführung seiner Pläne 300 Mark zukommen ließ. Späth kaufte sich von dem Geld Werkzeug und Material und machte sich an die Umsetzung seiner Konstruktionen. Neunzehn Jahre baute er an der Uhr, bis sie schließlich am 21. Mai 1898 fertig war. Aufgrund der Einmaligkeit der Uhr wurde sie oft mit der astronomischen Uhr im Straßburger Münster verglichen. Glaubt man den Aufzeichnungen des Erfinders, so kamen 45.000 Besucher, um die Uhr zu bestaunen.
Der Heimatschriftsteller Heinrich Hansjakob schrieb einst über ihn: „Der einzige, wahrhaftige und echte Geniemensch von Gottes Gnaden, den ich im Leben kennengelernt habe.“
Karl Julius Späth schrieb in den Konstruktionsplänen selbst über sein Werk:

„Alle Teile meines Werkes sind gebaut zur größten Zier. Was des Meisters Hand vermochte, opfert’ Fleiß und Liebe mir!“

Die über 2 Meter hohe astronomische Uhr kann heute im Rastatter Heimatmuseum betrachtet werden.